# Peko Nikčević
Peko Nikčević nacido el 1 de enero de 1959 en Nikšić, es un escultor Montenegrino y profesor en la Facultad de Bellas Artes de la Universidad de Pristina en Kosovo del Norte, .